# Greatest Hits (Elton John)
Greatest Hits är det första samlingsalbumet av Elton John utgivet 8 november 1974. 

## Låtlista
Alla låtar är skrivna av Elton John och Bernie Taupin.
Internationell version
| Nr  | Titel                                                   | Album                                    | Längd |
| --- | ------------------------------------------------------- | ---------------------------------------- | ----- |
| 1.  | Your Song                                               | Elton John                               | 4:00  |
| 2.  | Daniel                                                  | Don't Shoot Me I'm Only the Piano Player | 3:52  |
| 3.  | Honky Cat                                               | Honky Château                            | 5:12  |
| 4.  | Goodbye Yellow Brick Road                               | Goodbye Yellow Brick Road                | 3:13  |
| 5.  | Saturday Night's Alright for Fighting                   | Goodbye Yellow Brick Road                | 4:55  |
| 6.  | Rocket Man (I Think It's Going to Be a Long, Long Time) | Honky Château                            | 4:40  |
| 7.  | Candle in the Wind                                      | Goodbye Yellow Brick Road                | 3:47  |
| 8.  | Don't Let the Sun Go Down on Me                         | Caribou                                  | 5:33  |
| 9.  | Border Song                                             | Elton John                               | 3:19  |
| 10. | Crocodile Rock                                          | Don't Shoot Me I'm Only the Piano Player | 3:56  |

Nordamerikanska version
| Nr  | Titel                                                   | Album                                    | Längd |
| --- | ------------------------------------------------------- | ---------------------------------------- | ----- |
| 1.  | Your Song                                               | Elton John                               | 4:00  |
| 2.  | Daniel                                                  | Don't Shoot Me I'm Only the Piano Player | 3:52  |
| 3.  | Honky Cat                                               | Honky Château                            | 5:12  |
| 4.  | Goodbye Yellow Brick Road                               | Goodbye Yellow Brick Road                | 3:13  |
| 5.  | Saturday Night's Alright for Fighting                   | Goodbye Yellow Brick Road                | 4:55  |
| 6.  | Rocket Man (I Think It's Going to Be a Long, Long Time) | Honky Château                            | 4:40  |
| 7.  | Bennie and the Jets                                     | Goodbye Yellow Brick Road                | 5:10  |
| 8.  | Don't Let the Sun Go Down on Me                         | Caribou                                  | 5:33  |
| 9.  | Border Song                                             | Elton John                               | 3:19  |
| 10. | Crocodile Rock                                          | Don't Shoot Me I'm Only the Piano Player | 3:56  |

Polydor-nyutgåva från 1992
Polydor-versionen innehåller både "Bennie and the Jets" (spår 7) och "Candle in the Wind" (spår 8).

## Listplaceringar
| Topplista (1974)                   | Placering |
| ---------------------------------- | --------- |
| Australien (Kent Music Report)     | 1         |
| Kanada (Canadian RPM Albums Chart) | 1         |
| Nederländerna (MegaCharts)         | 16        |
| Finland (Suomen virallinen lista)  | 6         |
| Frankrike (SNEP)                   | 8         |
| Japan (Oricon)                     | 67        |
| Nya Zeeland (RIANZ)                | 2         |
| Norge (VG-lista)                   | 3         |
| Storbritannien (UK Albums Chart)   | 1         |
| Tyskland (Media Control Charts)    | 43        |
| USA (Billboard 200)                | 1         |